# 國慶里 (臺北市)
國慶里，是台北市大同區的一個里。屬大龍峒地區。原為國順里轄區，於1956年新增國慶里沿用至今。

## 概述
本里原為大龍峒下牛磨車地區一部份，日治中期町名改正後分屬太平町、大龍峒町，戰後劃入國順里，於1956年劃出成立國慶里。1990年3月併入民族里部分轄區，2002年9月將國順里延平北路以東併入。
其範圍東至重慶北路三段與至聖、揚雅里為界，西至延平北路三段轉民族西路至225巷與國順、鄰江里為界，南至昌吉街與隆和里為界，北至重慶北路三段236巷與鄰江里為界。

## 歷任里長
- 吳芳洲
- 吳祚貴（第6-10屆里長）：吳祚貴世居於國慶里，從事建築相關產業。任內重要政績：1991年成立「國慶里環保義工隊」開始推動社區資源回收。1999年獲得第四屆「優良志義工團隊」金鑽獎。2000年獲得台北市十大環保義工隊。2002參與臺北市廚餘回收計劃，當年國慶里的經驗成為後續推動廚餘回收的重要案例（页面存档备份，存于）。 2009年臺北市特優里長。

- 高大陸（第11-13屆里長）：民族路派出所民防隊員，早年開設情趣用品店，代表民主進步黨參選大同區國慶里第11屆里長選舉以13票勝出。主要是延平國小改建案。主張調高容積，遷移延三夜市[3]，2018年臺北市三合一選舉反對民進黨禮讓柯文哲，政黨意識形態明顯[4]。

大同公園兩次改造，拆除攀爬架，使公園趨於廣場化。
另在里內建設多條標線型人行道，維護里民、學童及老人等用路人之安全。
利用污水回饋金買手機，外包line服務多引起爭議。

## 回饋金
國慶里位於松山機場航道下，並臨近迪化污水處理廠，所以每年都有航空回饋金與污水處理回饋經費。
- 里鄰建設經費
- 迪化污水處理廠回饋經費
- 航空回饋金

## 公共設施
- 大同公園
- 延平國小
- 天師宮
- 智仁宮
- 國慶區民活動中心

## 社團組織
- 臺北市大同區國慶社區發展協會